# Aimi Kunitake
Aimi Kunitake (國武 愛美, Kunitake Aimi), née le 10 janvier 1997, est une joueuse internationale de football japonaise.

## Biographie
Le 29 juillet 2018, elle fait ses débuts avec l'équipe nationale japonaise contre l'équipe du Brésil. Elle compte 3 sélections en équipe nationale du Japon.

## Statistiques
Le tableau ci-dessous présente les statistiques de Aimi Kunitake en équipe nationale
| Équipe du Japon | Équipe du Japon | Équipe du Japon |
| Année           | Matchs          | Buts            |
| --------------- | --------------- | --------------- |
| 2018            | 3               | 0               |
| Total           | 3               | 0               |